# Darynda Jones
Pour les articles homonymes, voir Jones.
Œuvres principales
- Série Charley Davidson

Darynda Jones, née le 21 août 1965 à Friona au Texas, est une auteure américaine de romans de fantasy urbaine et de romances.

## Œuvres

### SérieCharley Davidson
1. Première tombe sur la droite, Milady, 2012 ((en) First Grave on the Right, 2011)  (ISBN 978-2811207946)
2. Deuxième tombe sur la gauche, Milady, 2012 ((en) Second Grave on the Left, 2011)  (ISBN 978-2811207953)
3. Troisième tombe tout droit, Milady, 2012 ((en) Third Grave Dead Ahead, 2012)  (ISBN 978-2811208752)
4. Quatrième tombe au fond, Milady, 2013 ((en) Fourth Grave Beneath My Feet, 2012)  (ISBN 978-2811209131)
5. Cinquième tombe au bout du tunnel, Milady, 2013 ((en) Fifth Grave Past the Light, 2013)  (ISBN 978-2811210977)
6. Au bord de la sixième tombe, Milady, 2014 ((en) Sixth Grave on the Edge, 2014)  (ISBN 978-2811213695)
7. Sept tombes et pas de corps, Milady, 2015 ((en) Seventh Grave and No Body, 2014)  (ISBN 978-2811215217)
8. Huit tombes dans la nuit, Milady, 2016 ((en) Eighth Grave After Dark, 2015)  (ISBN 978-2811216412)
9. Neuf tombes et des poussières, Milady, 2016 ((en) The Dirt on Ninth Grave, 2016)  (ISBN 978-2811217853)
10. Dix tombes pour l'Enfer, Milady, 2016 ((en) The Curse of Tenth Grave, 2016)  (ISBN 978-2811219932)
11. Onze tombes au clair de Lune, Milady, 2017 ((en) Eleventh Grave In Moonlight, 2017)  (ISBN 978-2811237486)
12. Douze tombes sans un os, Milady, 2018 ((en) The Trouble with Twelfth Grave, 2017)  (ISBN 978-2811232740)
13. Treize tombes de malheur, Milady, 2019 ((en) Summoned to Thirteenth Grave, 2019)  (ISBN 978-2811224202)

Nouvelles:
- (en) For I Have Sinned, 2011Située entre les tomes un et deux. Publiée en France en 2013 dans le recueil Les Amants des ténèbres chez Milady
- (en) Brighter Than the Sun, 2015Située entre les tomes huit et neuf
- (en) Graveyard Dog, 2024

### SérieDarklight
1. (en) Death and the Girl Next Door, 2012
2. (en) Death, Doom, and Detention, 2013
3. (en) Death and the Girl He Loves, 2013

### SérieSunshine Vicram
1. (en) A Bad Day for Sunshine, 2020
2. * (en) A Good Day for Chardonnay, 2021
3. * (en) A Hard Day for a Hangover, 2022

### Romans indépendants
- (en) Heroes of Phenomena: Audiomachine, 2014
- (en) A lovely drop, dans l’anthologie Twelve Shades of Midnight, 2014

### Nouvelles indépendantes
- (en) Nancy, 2015Publiée dans l’anthologie Dark Screams - Volume three